# دوغ كونينغهام
دوغ كونينغهام (بالإنجليزية: Doug Cunningham)‏ هو سياسي أمريكي، ولد في 13 أكتوبر 1954. حزبياً، نشط في الحزب الجمهوري.